# Associazione Calcio Perugia 2001-2002
Questa voce raccoglie le informazioni riguardanti l'Associazione Calcio Perugia nelle competizioni ufficiali della stagione 2001-2002.

## Stagione
Nella stagione 2001-2002 il Perugia disputa il massimo campionato, raccogliendo 46 punti ottiene l'ottava posizione. Sempre allenato da Serse Cosmi il Perugia nel quarto consecutivo campionato in Serie A, disputa un torneo di centro classifica, raccoglie 22 punti nel girone di andata e 24 nel ritorno, senza correre rischi. Il miglior marcatore stagionale con 13 reti è stato Fabio Bazzani, mentre il greco Zisis Vryzas ne ha realizzati 10. Nella Coppa Italia gli umbri entrano in scena nel secondo turno eliminando il Modena, poi negli Ottavi di finale sono eliminati nel doppio confronto dal Milan.

## Divise e sponsor

Fabio Bazzani, 13 gol nella sua unica stagione a Perugia, in azione nella trasferta di Roma con la seconda divisa bianca

Prima maglia rossa, seconda maglia bianca con inserti rossi. Lo sponsor tecnico del Perugia per la stagione 2001-2002 è la Galex mentre lo sponsor ufficiale è stata la Daewoo.
| Casa |

## Organigramma societario
Area direttiva
- Presidente: Luciano Gaucci
- Vicepresidente esecutivo: Riccardo Gaucci
- Vicepresidenti: Pasquale Pes, Ugo Cediceandrea, Giuseppe Potestio
- Amministratore delegato: Alessandro Gaucci
- Direttore Generale: Stefano Caira

Area organizzativa
- Direttore organizzativo: Roberto Regni
- Segretario generale: Ilvano Ercoli
- Team manager: Alberto Di Chiara

Area comunicazione
- Capo ufficio stampa: Paolo Meattelli
- Addetto stampa: Paolo Giovagnoni

Area tecnica
- Direttore sportivo: Fabrizio Salvatori
- Allenatore: Serse Cosmi
- Allenatore in seconda: Mario Palazzi

Area sanitaria
- Medico sociale: Giuliano Cerulli

## Rosa
| N. |                       | Ruolo | Calciatore                 |
| -- | --------------------- | ----- | -------------------------- |
| 32 | Colombia (bandiera)   | P     | Óscar Córdoba              |
| 35 | Italia (bandiera)     | P     | Andrea Mazzantini          |
| 1  | Italia (bandiera)     | P     | Michele Tardioli           |
|    | Italia (bandiera)     | P     | Giovanni Proietti          |
| 12 | Argentina (bandiera)  | P     | Nicolás Cinalli            |
| 2  | Brasile (bandiera)    | D     | Zé Maria                   |
| 22 | Italia (bandiera)     | D     | Marco Di Loreto            |
| 3  | Italia (bandiera)     | D     | Mauro Milanese             |
| 24 | Iran (bandiera)       | D     | Rahman Rezaei              |
| 11 | Italia (bandiera)     | D     | Fabio Grosso               |
| 6  | Italia (bandiera)     | D     | Sean Sogliano              |
| 31 | Grecia (bandiera)     | D     | Traïanos Dellas            |
| 25 | Brasile (bandiera)    | D     | José da Silva Meira Samuel |
| 16 | Italia (bandiera)     | D     | Salvatore Monaco           |
|    | Italia (bandiera)     | D     | Daniele Daino              |
| 14 | Portogallo (bandiera) | D     | Hilário                    |
| 27 | Belgio (bandiera)     | D     | Donovan Maury              |
|    | Italia (bandiera)     | D     | Alessio Tombesi            |
| 4  | Italia (bandiera)     | C     | Giovanni Tedesco           |
| 17 | Italia (bandiera)     | C     | Davide Baiocco             |
| 8  | Italia (bandiera)     | C     | Manuele Blasi              |
| 44 | Italia (bandiera)     | C     | Fabio Gatti                |
| 5  | Cile (bandiera)       | C     | Nicolás Córdova            |

| N. |                                 | Ruolo | Calciatore              |
| -- | ------------------------------- | ----- | ----------------------- |
| 19 | Italia (bandiera)               | C     | Massimiliano Fusani     |
| 26 | Uruguay (bandiera)              | C     | Fabián O'Neill          |
| 28 | Argentina (bandiera)            | C     | Claudio Paris           |
| 20 | Italia (bandiera)               | C     | Fabio Liverani          |
| 30 | Nigeria (bandiera)              | C     | Christian Obodo         |
| 21 | Italia (bandiera)               | C     | Daniele Cacciaglia      |
|    | Belgio (bandiera)               | C     | Denis André Dasoul      |
|    | Belgio (bandiera)               | C     | Fabian Michel Jacquemin |
|    | Italia (bandiera)               | C     | Emiliano Testini        |
| 15 | Grecia (bandiera)               | A     | Zīsīs Vryzas            |
| 9  | Italia (bandiera)               | A     | Fabio Bazzani           |
| 10 | Corea del Sud (bandiera)        | A     | Ahn Jung-hwan           |
| 18 | Iran (bandiera)                 | A     | Ali Samereh             |
| 29 | Italia (bandiera)               | A     | Emanuele Berrettoni     |
| 29 | Italia (bandiera)               | A     | Cristian Bucchi         |
|    | Grecia (bandiera)               | A     | Dīmītrīs Nalitzīs       |
|    | Belgio (bandiera)               | A     | Raphael Galeri          |
|    | Italia (bandiera)               | A     | Paolo Sciubba           |
|    | Italia (bandiera)               | A     | Lorenzo Cerbella        |
| 20 | Italia (bandiera)               | A     | Andrea Soncin           |
| 13 | Bosnia ed Erzegovina (bandiera) | A     | Zlatan Muslimović       |
| 7  | Trinidad e Tobago (bandiera)    | A     | Silvio Reinaldo Spann   |
|    | Argentina (bandiera)            | A     | Juan Turchi             |

## Risultati

### Serie A

#### Girone di andata
| Arbitro: | Treossi (Forlì) |

|                                       |           |            |
| Kallon 21’, 44’ C. Vieri 90+1’ (rig.) | Marcatori | 66’ Vryzas |

| Perugia 8 settembre 2001, ore 15:00 2ª giornata | Perugia          | 0 – 0 referto | Lazio | Stadio Renato Curi\| Arbitro: \| Paparesta (Bari) \| |
| Arbitro:                                        | Paparesta (Bari) |               |       |                                                      |

| Arbitro: | Preschern (Mestre) |

|          |           |                     |
| Mutu 81’ | Marcatori | 41’ (rig.) Liverani |

| Arbitro: | Rodomonti (Teramo) |

|            |           |                           |
| Vryzas 21’ | Marcatori | 44’ Jørgensen 68’ Pizarro |

| Arbitro: | Borriello (Mantova) |

|                                         |           |             |
| Bazzani 57’ Gio. Tedesco 76’ Vryzas 80’ | Marcatori | 68’ Kaladze |

| Arbitro: | Farina (Novi Ligure) |

|                                     |           |                                                  |
| Chevanton 23’ (rig.) Conticchio 40’ | Marcatori | 20’ Gio. Tedesco 37’ Bazzani 86’ (aut.) Chimenti |

| Perugia 13 ottobre 2001, ore 20:30 7ª giornata | Perugia               | 0 – 0 referto | Roma | Stadio Renato Curi\| Arbitro: \| Racalbuto (Gallarate) \| |
| Arbitro:                                       | Racalbuto (Gallarate) |               |      |                                                           |

| Arbitro: | De Santis (Tivoli) |

|              |           |  |
| Ferrante 26’ | Marcatori |  |

| Arbitro: | Messina (Bergamo) |

|                  |           |  |
| Gio. Tedesco 25’ | Marcatori |  |

| Arbitro: | Bolognino (Milano) |

|                    |           |            |
| Di Vaio 19’, 90+2’ | Marcatori | 68’ Vryzas |

| Arbitro: | Collina (Viareggio) |

|                     |           |         |
| 19’ (rig.) Zé Maria | Marcatori | 7’ Toni |

| Arbitro: | Braschi (Prato) |

|                              |           |  |
| Corini 27’ (rig.) D'Anna 77’ | Marcatori |  |

| Arbitro: | Gabriele (Frosinone) |

|                          |           |  |
| Nedved 52’ Trezeguet 76’ | Marcatori |  |

| Arbitro: | Treossi (Forlì) |

|                       |           |  |
| Vryzas 45’ Rezaei 80’ | Marcatori |  |

| Arbitro: | Braschi (Prato) |

|                         |           |                  |
| Pecchia 28’ Fresi 45+1’ | Marcatori | 22’ Gio. Tedesco |

| Arbitro: | Tombolini (Ancona) |

|                    |           |  |
| Bazzani 52’, 90+1’ | Marcatori |  |

| Arbitro: | Bertini (Arezzo) |

|          |           |                                     |
| Adani 8’ | Marcatori | 33’ Vryzas 59’ Di Loreto 76’ Grosso |

#### Girone di ritorno
| Arbitro: | Farina (Novi Ligure) |

|  |           |                         |
|  | Marcatori | 58’ C. Vieri 74’ Recoba |

| Arbitro: | Bertini (Arezzo) |

|                                                              |           |  |
| S. Inzaghi 9’ C. Lopez 33’ Fiore 52’ Stankovic 58’ Negro 64’ | Marcatori |  |

| Arbitro: | Saccani (Mantova) |

|                                     |           |           |
| Rezaei 58’ Ahn 66’ Gio. Tedesco 84’ | Marcatori | 17’ Frick |

| Udine 3 febbraio 2002, ore 15:00 21ª giornata | Udinese                   | 0 – 0 referto | Perugia | Stadio Friuli\| Arbitro: \| Dondarini (Finale Emilia) \| |
| Arbitro:                                      | Dondarini (Finale Emilia) |               |         |                                                          |

| Arbitro: | Racalbuto (Gallarate) |

|                     |           |             |
| Serginho 18’ (rig.) | Marcatori | 47’ Bazzani |

| Arbitro: | Saccani (Mantova) |

|                                |           |                |
| Bazzani 35’ Gio. Tedesco 90+3’ | Marcatori | 45+2’ Vugrinec |

| Arbitro: | Bolognino (Milano) |

|              |           |  |
| Montella 59’ | Marcatori |  |

| Arbitro: | Cesari (Genova) |

|                        |           |  |
| O'Neill 26’ Vryzas 62’ | Marcatori |  |

| Arbitro: | De Santis (Tivoli) |

|                             |           |  |
| Di Francesco 32’ Hubner 85’ | Marcatori |  |

| Arbitro: | Trefoloni (Siena) |

|                       |           |               |
| Vryzas 9’ Bazzani 29’ | Marcatori | 66’ Bonazzoli |

| Arbitro: | Tombolini (Ancona) |

|                    |           |  |
| Toni 10’, 28’, 43’ | Marcatori |  |

| Arbitro: | Paparesta (Bari) |

|                          |           |                     |
| Bazzani 35’ Milanese 68’ | Marcatori | 22’, 50’ B. Corradi |

| Arbitro: | Gabriele (Frosinone) |

|  |           |                                                        |
|  | Marcatori | 9’ Trezeguet 45+1’ (rig.), 62’ Del Piero 57’ C. Zenoni |

| Arbitro: | Rizzoli (Bologna) |

|  |           |                         |
|  | Marcatori | 36’ Baiocco 40’ Bazzani |

| Arbitro: | Collina (Viareggio) |

|                     |           |  |
| Zé Maria 51’ (rig.) | Marcatori |  |

| Arbitro: | Rodomonti (Teramo) |

|                            |           |                  |
| Blasi 36’ (aut.) Zauri 68’ | Marcatori | 16’ Gio. Tedesco |

| Arbitro: | Morganti (Ascoli Piceno) |

|                         |           |  |
| Bazzani 8’ Zé Maria 26’ | Marcatori |  |

### Coppa Italia
| Arbitro: | Trefoloni (Siena) |

|            |           |            |
| Pasino 81’ | Marcatori | 19’ Bucchi |

| Arbitro: | Pieri (Genova) |

|                                                    |           |                             |
| Zé Maria 13’ Bazzani 21’, 32’, 36’ Vryzas 38’, 63’ | Marcatori | 10’, 30’ Fabbrini 70’ Orfei |

| Arbitro: | Preschern (Mestre) |

|                                         |           |  |
| F. Inzaghi 50’, 73’ Sogliano 82’ (aut.) | Marcatori |  |

| Perugia 27 novembre 2001 Ottavi - Ritorno | Perugia        | 0 – 0 | Milan | Stadio Renato Curi\| Arbitro: \| Pieri (Genova) \| |
| Arbitro:                                  | Pieri (Genova) |       |       |                                                    |